# TVR Typhon
TVR Typhon — спортивний автомобіль британської компанії TVR 2004 року, що випускався з кузовом купе. Найшвидша модель компанії, що поступалась лише прототипу TVR Cerbera Speed 12.

## Історія

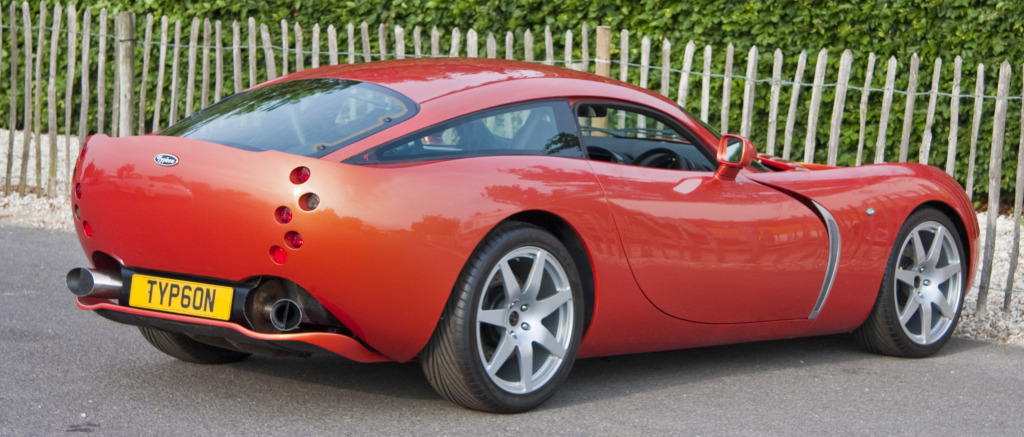
TVR Typhon

За традицією компанії TVR і всупереч нормативам ЄС модель не отримала електронних систем безпеки — антиблокувальної системи, подушок безпеки, електронного контролю стійкості, антиблокувальну систему, вважаючи, що без них модель є сама по собі безпечнішою. Модель отримала 6-циліндровий рядний мотор Speed Six, як і у TVR Tuscan, TVR Sagaris, TVR Cerbera. Кузов повністю виготовили з вуглепластику без використання фібергласу, як у інших моделях. Це дозволило отримати низьке значення питомої потужності у 1,89 кг/к.с. (2,57 кг/кВт). Однак мотор спочатку був розрахований на 500 к.с. форсували до 580 к.с. Через це виникли проблеми з перегрівом мотора, можливістю пошкодження блоку циліндрів. Було вирішено відмовитись від системи турбонаддуву. З міркувань безпеки модель визнали непридатною для серійного виробництва як спортивних машин, так і машин для перегонів. Одночасно виникли проблеми з коробкою передач. Клієнти бажали купити авто з екстремальними ходовими властивостями, але через затримки, проблеми з мотором, коробкою передач вони відмовились від наміру купівлі. Внаслідок цього виготовили лише 2 екземпляри з мотором без турбонаддуву, ручною коробкою передач. Підвіска передніх і задніх осей включала стабілізатори поперечної стійкості.
Кузов розробили за допомогою АСП та АСТПВ. Жорсткість і міцність конструкції досягнули завдяки використанню композитних стільникових сендвіч-панелей. Перша модель TVR з регульованими амортизаторами.